# Prix suisse de danse et de chorégraphie
Le Prix suisse de danse et de chorégraphie, fut un prix créé en 2002 et décerné annuellement jusqu'en 2011 à Berne en Suisse. Il a été remplacé par le Grand prix suisse de la danse en 2012. Il était destiné à un chorégraphe ayant marqué la scène de la danse durant l'année écoulée.
Le lauréat remportait un prix en espèce de 30 000 francs suisses lors d'une soirée de gala qui mettait un terme à un festival de danse contemporaine, les Berner Tanztage (en français : Journées bernoises de la danse).
Le choix du lauréat était délibéré par un jury composé de professionnels de la danse et des critiques.
Un Prix de la critique "Tanz der Dinge" était également délivré en parallèle, il était doté d'un montant de 10 000 francs suisses.

## Lauréats
- 2011 : Laurence Yadi et Nicolas Cantillon
- 2010 : Anna Huber
- 2009 : Martin Zimmermann et Dimitri de Perrot
- 2008 : Guiherme Botelho, avec la compagnie Alias
- 2007 : Béatrice Jaccard et Peter Schelling, Compagnie Drift
- 2006 : Foofwa d'Imobilité (alias Fédéric Gafner)
- 2005 : Thomas Hauert avec la compagnie ZOO
- 2004 : Philippe Saire
- 2003 : Fumi Matsuda
- 2002 : Noemi Lapzeson